# Вулиця Серафимовича (Мелітополь)
Вулиця Серафимовича — вулиця в Мелітополі в історичному районі Новий Мелітополь. Йде від Будівельної вулиці до вулиці Островського, забудована приватними будинками.

## Назва
Вулиця названа на честь Олександра Серафимовича (1863—1949) — російського і радянського письменника.

## Історія
Перша відома згадка вулиці датується 17 січня 1939 року